# (58221) Boston
(58221) Boston est un astéroïde de la ceinture principale.

## Description
(58221) Boston est un astéroïde de la ceinture principale. Il fut découvert le 23 janvier 1993 à La Silla par Eric Walter Elst. Il présente une orbite caractérisée par un demi-grand axe de 2,77 UA, une excentricité de 0,11 et une inclinaison de 9,9° par rapport à l'écliptique.

## Compléments